# 清水知子
清水 知子（しみず ともこ、1970年- ）は、日本のメディア研究者・文化理論家。
専門は、文化理論・メディア文化論。東京藝術大学大学院国際芸術創造研究科教授。

## 略歴
愛知県生まれ。
1989年愛知県立岡崎高等学校卒業。1993年筑波大学第二学群比較文化学類を卒業後、英国バーミンガム大学大学院に留学（1998 - 1999）、修士（社会学・カルチュラル・スタディーズ）号を取得。
筑波大学大学院文芸・言語研究科博士課程修了。博士（文学）。日本学術振興会特別研究員（PD）、山梨大学教育学部専任講師、助教授を経て） 2006年より筑波大学人文社会科学研究科講師） 2014年より筑波大学人文社会系准教授。
その間、ハーバード大学ライシャワー日本研究所 客員研究員（2010 - 2011、フルブライト研究員）、ベルリン自由大学客員研究員（2018 - 2019）を歴任。2022年より東京藝術大学大学院国際芸術創造研究科准教授。

## 著作

### 単著
- 『文化と暴力 — 揺曳するユニオンジャック』（月曜社） 2013
- 『ディズニーと動物 - 王国の魔法をとく』（筑摩選書） 2021

### 共著
- 『ドゥルーズ / ガタリの現在』（鈴木泉, 小泉義之, 檜垣立哉編、平凡社） 2008
- 『労働と思想』（市野川容孝, 渋谷望編著、堀之内出版） 2015
- 『帝国と文化 - シェイクスピアからアントニオ・ネグリまで』（江藤秀一編、春風社） 2016
- 『21世紀の哲学をひらく - 現代思想の最前線への招待』（斎藤元紀, 増田靖彦編、ミネルヴァ書房） 2016
- 『地域アート - 美学・制度・日本』（藤田直哉編、堀之内出版） 2016
- 『多元主義を理解するための30冊』（暮沢剛巳, 清水知子監修、BAコンソーシアム） 2017
- 『社会的分断を越境する - 他者と出会い直す想像力』（塩原良和, 稲津秀樹編、青弓社） 2017
- 『芸術と労働』（白川昌生, 杉田敦編、水声社） 2018
- 『ドイツとの対話 - 〈3.11〉以降の社会と文化』（ハロルド・マイヤー, 西山崇宏, 伊藤守編、せりか書房） 2018
- 『マテリアル・セオリーズ - 新たなる唯物論にむけて』（北野圭介編、人文書院） 2018
- 『これからの美術がわかるキーワード100』（美術手帖編集部編、美術出版社） 2019
- 『アニメーション文化55のキーワード』（須川亜紀子, 米村みゆき編、ミネルヴァ書房） 2019
- 『映画とジェンダー / エスニシティ』（ 加藤幹郎監修、塚田幸光編、ミネルヴァ書房） 2019
- 『コミュニケーション資本主義と〈コモン〉の探求 - ポスト・ヒューマン時代のメディア論』（伊藤守編、東京大学出版会） 2019

## 翻訳
- 『全体主義 - 観念の(誤)使用について』（スラヴォイ・ジジェク 、中山徹共訳、青土社） 2002
- 『9・11以後の監視』（デイヴィッド・ライアン、田島泰彦共訳、明石書店） 2004
- 『ジジェク自身によるジジェク』（スラヴォイ・ジジェク、河出書房新社） 2005
- 『知識人の責任』（ノーム・チョムスキー、浅見克彦, 野々村文宏共訳、青弓社） 2006
- 『自分自身を説明すること』（ジュディス・バトラー、佐藤嘉幸共訳、月曜社） 2008
- 『マウス･アンド・マジック - アメリカアニメーション全史』（レナード・マルティン、権藤俊司, 出口丈人, 須川亜紀子, 土居伸彰共訳、楽工舎） 2010
- 『権力の心的な生』（ジュディス・バトラー、佐藤嘉幸共訳、月曜社） 2012
- 『叛逆 - マルチチュードの民主主義宣言』（アントニオ・ネグリ, マイケル・ハート、水嶋一憲共訳、NHKブックス） 2013
- 『統治性 - フーコーをめぐる批判的な出会い』（ウィリアム・ウォルターズ、阿部潔、 成実弘至、 小笠原博毅共訳、月曜社） 2016
- 『アセンブリ：行為遂行性・複数性・政治』（ジュディス・バトラー、佐藤嘉幸共訳、青土社） 2018
- 『バンクシー 壁に隠れた男の正体』（ウィル・エルスワース=ジョーンズ、バンクシー翻訳チーム共訳、PARCO出版） 2020
- 『非暴力の力』（ジュディス・バトラー、佐藤嘉幸共訳、青土社） 2022
- 『カフカ素描集』（フランツ・カフカ 原著、アンドレアス・キルヒャー 編、高橋文子共訳、みすず書房）2023